# Френсіс Гантер
Френсіс Гантер (англ. Francis Hunter; 28 червня 1894 — 2 грудня 1981) — колишній американський тенісист.
Найвищу одиночну позицію світового рейтингу — 4 місце досяг 1929 року (за даними А. Волліса Маєрса).
Здобув 24 одиночні титули.
Перемагав на турнірах Великого шолома в парному та змішаному парному розрядах.
Завершив кар'єру 1944 року.

## Фінали турнірів Великого шолома

### Одиночний розряд:3 поразки
| Результат | Рік  | Турнір                     | Покриття | Суперник      | Рахунок                 |       |
| --------- | ---- | -------------------------- | -------- | ------------- | ----------------------- | ----- |
| Поразка   | 1923 | Вімблдонський турнір       | Трава    | Білл Джонстон | 0–6, 3–6, 1–6           | [ 3 ] |
| Поразка   | 1928 | Національний чемпіонат США | Трава    | Анрі Коше     | 6–4, 4–6, 6–3, 5–7, 3–6 | [ 4 ] |
| Поразка   | 1929 | Національний чемпіонат США | Трава    | Білл Тілден   | 6–3, 3–6, 6–4, 2–6, 4–6 | [ 4 ] |

### Парний розряд:3 перемоги
| Результат | Рік  | Турнір                     | Покриття | Партнер         | Суперники                            | Рахунок                  |       |
| --------- | ---- | -------------------------- | -------- | --------------- | ------------------------------------ | ------------------------ | ----- |
| Перемога  | 1924 | Вімблдонський турнір       | Трава    | Вінсент Річардс | Вотсон Вошберн Річард Норріс Вільямс | 6−3, 3−6, 8−10, 8−6, 6−3 | [ 5 ] |
| Перемога  | 1927 | Вімблдонський турнір       | Трава    | Білл Тілден     | Жак Брюньйон Анрі Коше               | 1–6, 4–6, 8–6, 6–3, 6–4  | [ 5 ] |
| Перемога  | 1927 | Національний чемпіонат США | Трава    | Білл Тілден     | Річард Норріс Вільямс Білл Джонстон  | 10–8, 6–3, 6–3           | [ 6 ] |

### Мікст: 4 (2–2)
| Результат | Рік  | Турнір               | Покриття | Партнер       | Суперники                            | Рахунок       |       |
| --------- | ---- | -------------------- | -------- | ------------- | ------------------------------------ | ------------- | ----- |
| Перемога  | 1927 | Вімблдонський турнір | Трава    | Елізабет Раян | Кетлін Маккейн-Годфрі Леслі Годфрі   | 8–6, 6–0      | [ 7 ] |
| Поразка   | 1928 | Чемпіонат Франції    | Ґрунт    | Гелен Віллс   | Ейлін Беннетт-Віттінґстолл Анрі Коше | 6–3, 3–6, 3–6 |       |
| Поразка   | 1929 | Чемпіонат Франції    | Ґрунт    | Гелен Віллс   | Ейлін Беннетт Анрі Коше              | 3–6, 2–6      |       |
| Перемога  | 1929 | Вімблдонський турнір | Трава    | Гелен Віллс   | Джоан Фрай Ієн Коллінз               | 6–1, 6–4      | [ 7 ] |